# Флит-стрит
Флит-стрит (англ. Fleet Street) — улица в лондонском Сити, сразу к востоку от Стрэнда. В Средние века прилегающей территорией владели тамплиеры (см. Темпль). Впоследствии здесь разместились главные судебные учреждения Великобритании, а окрестности заполонили судейские чиновники и адвокаты. Наконец, с XVI века на Флит-стрит стали появляться офисы основных лондонских газет, а позднее — и информационных агентств (в частности, «Рейтер»). Хотя многие СМИ в последнее время переехали в другие районы, за Флит-стрит прочно закрепилась репутация цитадели британской прессы.